# Wenzhou
 Wenzhou  (kinesisk skrift: 溫州; pinyin: Wēnzhōu) er en by på præfekturniveau i provinsen Zhejiang ved Kinas kyst til det Østkinesiske Hav. Den har et areal på 11.784 km2 og en befolkning på 7.645.700 mennesker, hvoraf 1.423.600 bor i byen Wenzhou (2007).
Wenzhou kulkraftværk ligger her.

## Historie
Der kan spores bosættelser på stedet tilbage til 2000 år f.Kr. Området blev kaldt kongedømmet Dong'ou i 200-tallet f.Kr..
Havnebyen blev grundlagt i 300-tallet e.Kr. og bar da navnet Yongjia. Under Tang-dynastiet blev den eleveret til præfektur, og i 675 fik den navnet Wenzhou.
I 1876 blev byen åbnet for udenrigshandel. I 1800-tallet udviklede den sig til en vigtig havn for kinesisk teeksport. Under 2. kinesisk-japanske krig var Wenzhou en af de få havne, som ikke blev okkuperet af japanerne, og byen havde da stor betydning for den kinesiske side. Efter krigen var den i tilbagegang, til kysthandelen begyndte at vokse fra ca. 1955. Den er senere vokset til stor velstand.
Wenzhou er også hjemby for mange handlende kinesere i USA og Europa.

## Administration
Bypræfekturet Wenzhou administrerer tre distrikter, to byer på amtsniveau og seks amter.
| Distrikt / by (区) Navn   | Befolkning | Areal (km²)              |
| ------------------------- | ---------- | ------------------------ |
| Lucheng distrikt (鹿城区) | 650.000    | 294,38                   |
| Longwan distrikt (龙湾区) | 300.000    | 279                      |
| Ouhai distrikt (瓯海区)   | 386.000    | 614,5                    |
| Wenzhou by (市区)         | 1.336.000  | 1.187,88                 |
| Ruian by (瑞安市)         | 1.125.000  | 1.271 (3.037 inkl. søer) |
| Yueqing by (乐清市)       | 1.160.000  | 1.174 (1.413 inkl. søer) |

| Amter                 |
| --------------------- |
| Yongjia amt (永嘉县)  |
| Pingyang amt (平阳县) |
| Cangnan amt (苍南县)  |
| Dongtou amt (洞头县)  |
| Wencheng amt (文成县) |
| Taishun amt (泰顺县)  |

Myndigheder
Den lokale leder i Kinas kommunistiske parti er Chen Weijun. Borgmester er Yao Gaoyuan , pr. 2021.

## Trafik
Kinas rigsvej 104 løber gennem præfekturet. Den begynder i Beijing, løber mod syd via Dezhou til Jinan, Xuzhou, Nanjing, Hangzhou, Wenzhou og ender i Fuzhou.
Kinas rigsvej 330 løber mod nordvest fra Wenzhou i Zhejiang til Shouchang i Jiande i samme provins.